# Уряд Валерія Пустовойтенка
Уряд Валерія Пустовойтенка — Кабінет Міністрів України під керівництвом Валерія Пустовойтенка — діяв у липні 1997 року — грудні 1999 року.
Валерія Пустовойтенка було призначено на посаду Прем'єр-міністра України 16 липня 1997 року. Відповідно до статті 114 Конституції України в редакції від 28 червня 1996 року до складу Кабінету Міністрів України входили Прем'єр-міністр України, Перший віце-прем'єр-міністр, три віце-прем'єр-міністри, міністри.

## Склад Кабінету Міністрів
Після дати призначення або звільнення з посади членів Кабінету Міністрів стоїть номер відповідного Указу Президента України. Члени уряду розташовані в списку в хронологічному порядку за датою їх призначення.
- Пустовойтенко Валерій Павлович — Прем'єр-міністр України (16 липня 1997, № 651/97 — 22 грудня 1999 року, № 1611/99)
- Янко Станіслав Васильович — Міністр вугільної промисловості України (25 липня 1997, № 682/97 — 27 травня 1998, № 519/98)
- Тігіпко Сергій Леонідович — Віце-прем'єр-міністр України з питань економіки (25 липня 1997, № 685/97 — 31 грудня 1999 року, № 1664/99)
- Карасик Юрій Михайлович — Міністр агропромислового комплексу України (25 липня 1997, № 693/97 — 23 квітня 1998, № 359/98)
- Суслов Віктор Іванович — Міністр економіки України (25 липня 1997, № 695/97 — 21 квітня 1998, № 339/98)
- Мітюков Ігор Олександрович — Міністр фінансів України (25 липня 1997, № 696/97 — 31 грудня 1999 року, № 1674/99)
- Кузьмук Олександр Іванович — Міністр оборони України (25 липня 1997, № 697/97 — 31 грудня 1999 року, № 1670/99)
- Кравченко Юрій Федорович — Міністр внутрішніх справ України (25 липня 1997, № 698/97 — 31 грудня 1999 року, № 1665/99)
- Гуреєв Василь Миколайович — Міністр промислової політики України (25 липня 1997, № 701/97 — 1 лютого 2000, № 124/2000)
- Сердюк Андрій Михайлович — Міністр охорони здоров'я України (25 липня 1997, № 702/97 — 27 січня 1999, № 82/99)
- Остапенко Дмитро Іванович — Міністр культури і мистецтв України (25 липня 1997, № 703/97 — 4 серпня 1999 року, № 960/99)
- Білоблоцький Микола Петрович — Віце-прем'єр-міністр України з питань соціальної політики (25 липня 1997, № 706/97 — 25 листопада 1998 року, № 1308/98), Міністр праці та соціальної політики України (25 липня 1997 , № 706/97 — 25 червня 1998, № 690/98)
- Згуровський Михайло Захарович — Міністр освіти України (25 липня 1997, № 707/97 — 14 січня 1999, № 17/99)
- Шеберстов Олексій Миколайович — Міністр енергетики України (25 липня 1997, № 709/97 — 10 лютого 1999, № 149/99)
- Толстоухов Анатолій Володимирович — Міністр Кабінету Міністрів України (25 липня 1997, № 711/97 — 20 грудня 1999, № 1597/99)
- Удовенко Геннадій Йосипович — Міністр закордонних справ України (29 липня 1997, № 718/97 — 17 квітня 1998, № 314/98)
- Кальченко Валерій Михайлович — Міністр України з питань надзвичайних ситуацій та у справах захисту населення від наслідків Чорнобильської катастрофи (29 липня 1997, № 727/97 — 8 лютого 1999, № 134/99)
- Семиноженко Володимир Петрович — Міністр України у справах науки і технологій (29 липня 1997, № 730/97 — 21 квітня 1998, № 340/98), Віце-прем'єр-міністр України (18 серпня 1999 року, № 1007 / 99 — 31 грудня 1999 року, № 1663/99)
- Осика Сергій Григорович — Міністр зовнішніх економічних зв'язків і торгівлі України (29 липня 1997, № 733/97 — 27 січня 1999, № 76/99)
- Костенко Юрій Іванович — Міністр охорони навколишнього природного середовища та ядерної безпеки України (30 липня 1997, № 747/97 — 8 травня 1998, № 434/98)
- Голубченко Анатолій Костянтинович — Перший віце-прем'єр-міністр України (8 серпня 1997, № 772/97 — 14 січня 1999, № 12/99)
- Смолій Валерій Андрійович — Віце-прем'єр-міністр України (11 серпня 1997, № 775/97 — 18 серпня 1999, № 1006/99)
- Череп Валерій Іванович — Міністр транспорту України (11 серпня 1997, № 776/97 — 24 квітня 1998, № 375/98)
- Станік Сюзанна Романівна — Міністр юстиції України (21 серпня 1997, № 859/97 — 31 грудня 1999 року, № 1675/99)
- Довженко Валентина Іванівна — Міністр України у справах сім'ї та молоді (21 серпня 1997, № 875/97 — 22 березня 1999, № 269/99)
- Кулик Зіновій Володимирович — Міністр інформації України (22 серпня 1997, № 907/97 — 17 листопада 1998 року, № 1264/98)
- Тарасюк Борис Іванович — Міністр закордонних справ України (17 квітня 1998, № 317/98 — 31 грудня 1999 року, № 1669/99)
- Супіханов Борис Карабаевіч — Міністр агропромислового комплексу України (23 квітня 1998, № 360/98 — 15 липня 1999, № 855/99)
- Роговий Василь Васильович — Міністр економіки України (24 квітня 1998, № 372/98 — 31 грудня 1999 року, № 1666/99)
- Тулуб Сергій Борисович — Міністр вугільної промисловості України (3 червня 1998, № 591/98 — 31 грудня 1999 року, № 1668/99)
- Сахань Іван Якович — Міністр праці та соціальної політики України (25 червня 1998, № 692/98 — 31 грудня 1999 року, № 1672/99)
- Данькевич Іван Петрович — Міністр транспорту України (7 серпня 1998, № 858/98 — 5 жовтня 1999 року, № 1277/99)
- Шевчук Василь Якович — Міністр охорони навколишнього природного середовища та ядерної безпеки України (23 серпня 1998, № 935/98 — 31 січня 2000, № 114/2000)
- Довгий Станіслав Олексійович — Міністр України у справах науки і технологій (23 серпня 1998, № 937/98 — 1 квітня 1999, № 319/99)
- Куратченко Володимир Олександрович — Перший віце-прем'єр-міністр України (14 січня 1999 року, № 13/99 — 31 липня 1999, № 931/99)
- Гладій Михайло Васильович — Віце-прем'єр-міністр України з питань агропромислового комплексу (14 січня 1999 року, № 15/99 — 10 січня 2000, № 14/2000), Міністр агропромислового комплексу України (19 липня 1999, № 879/99 — 10 січня 2000, № 14/2000)
- Зайчук Валентин Олександрович — Міністр освіти України (14 січня 1999 року, № 18/99 — 31 грудня 1999 року, № 1671/99)
- Гончарук Андрій Іванович — Міністр зовнішніх економічних зв'язків і торгівлі України (27 січня 1999 року, № 77/99 — 19 січня 2000, № 76/2000)
- Богатирьова Раїса Василівна — Міністр охорони здоров'я України (27 січня 1999 року, № 83/99 — 12 січня 2000, № 44/2000)
- Плачков Іван Васильович — Міністр енергетики України (23 лютого 1999, № 188/99 — 31 грудня 1999 року, № 1667/99)
- Дурдинець Василь Васильович — Міністр України з питань надзвичайних ситуацій та у справах захисту населення від наслідків Чорнобильської катастрофи (22 березня 1999 року, № 278/99 — 11 січня 2000, № 34/2000)
- Кінах Анатолій Кирилович — Перший віце-прем'єр-міністр України (2 серпня 1999, № 933/99 — 31 грудня 1999 року, № 1662/99)
- Богуцький Юрій Петрович — Міністр культури і мистецтв України (4 серпня 1999 року, № 961/99 — 7 грудня 1999 року, № 1534/99)
- Костюченко Леонід Михайлович — Міністр транспорту України (5 жовтня 1999, № 1279/99 — 31 грудня 1999 року, № 1673/99)

Відповідно до статті 115 Конституції України Кабінет Міністрів України склав повноваження перед новообраним Президентом України в день його вступу на посаду 30 листопада 1999
Указом Президента України від 30 листопада 1999 № 1510/99 Кабінету Міністрів України, який склав повноваження перед новообраним Президентом України, доручено продовжувати виконувати свої повноваження до початку роботи новосформованого Кабінету Міністрів України….